# Mactan
Mactan is een Filipijns eiland voor de kust van Cebu ter hoogte van Cebu City. Op Mactan werd op 27 april 1521 de Portugese ontdekkingsreiziger Fernão de Magalhães gedood tijdens gevechten met lokale strijders onder leiding van het stamhoofd Lapu-Lapu. Naar de laatste is dan ook de op het eiland gelegen stad Lapu-Lapu City genoemd.
Tegenwoordig staat Mactan vooral bekend vanwege het op het eiland gelegen internationale vliegveld Mactan-Cebu International Airport.

## Geografie

### Bestuurlijke indeling
Mactan is opgedeeld in de stad Lapu-Lapu City en de gemeente Cordova.
Deze zijn weer onderverdeeld in 43 barangays.

## Economie
Mactan staat naast de locatie van het vliegveld en de sterfplaats van Ferdinand Magellaan ook bekend om de gitaren die er gemaakt worden.